# Липницький заказник
Липницький — ботанічний заказник місцевого значення. Об'єкт розташований на території Лугинського району Житомирської області, ДП «Лугинське ЛГ», Липницьке лісництво, кв. 47, вид. 19; кв. 48, кв. 51, вид. 22, 24, 29; кв. 52.
Площа — 230 га, статус отриманий у 1995 році.